# Arleuf
Arleuf település Franciaországban, Nièvre megyében. Lakosainak száma 641 fő (2022. január 1.). Arleuf Lavault-de-Frétoy, Anost, Château-Chinon, Corancy, Fâchin, Glux-en-Glenne, Roussillon-en-Morvan és Saint-Prix községekkel határos.

## Népesség
A település népességének változása:
| Lakosok száma | 802  | 757  | 761  | 746  | 716  | 683  | 651  | 645  | 641  |
|               | 2013 | 2015 | 2016 | 2017 | 2018 | 2019 | 2020 | 2021 | 2022 |